# Vincent Vivès
Pour les articles homonymes, voir Vivès (homonymie).
Vincent Vivès, né en 1967, est un universitaire français.

## Biographie
Vincent Vivès effectue ses études supérieures à l'université Paris-VII et à l'École des hautes études en sciences sociales. Docteur ès lettres et en musicologie, il est spécialiste de la poésie du XIXe siècle, de Paul Verlaine et Stéphane Mallarmé, des relations entre la poésie et la musique, la littérature et la philosophie.
D'abord maître de conférences à l'université Aix-Marseille I, il obtient l'habilitation à diriger des recherches en 2005 puis est nommé professeur à l'université de Valenciennes en 2010. En 2013, il est élu directeur de la faculté de lettres, langues, arts et sciences humaines (FLLASH) de l'université de Valenciennes.
Avec Christine Marcandier, il est cofondateur d'Insignis, revue d'études littéraires et transdisciplinaires sur le XIXe siècle.
Il est membre du jury du prix de poésie de la vocation.

## Distinctions
- Lauréat de la fondation de la vocation[4].

## Œuvres

### Publications
- Histoire et poétique de la mélodie française, essai, avec Michel Faure, CNRS Éditions, 2000.
- Victor Hugo, une légende du XIXe siècle, anthologie, Gallimard, coll. « La Bibliothèque Gallimard », 2002.
- Calligrammes de Guillaume Apollinaire, texte commenté, Gallimard, coll. « La Bibliothèque Gallimard », 2003.
- La Poésie baroque, collectif, Gallimard, coll. « Folio plus classiques », 2004.
- La Beauté et sa part maudite, essai, Presses universitaires de Provence, 2005.
- Encre et sable. André Gide au Lavandou, textes, éd. Images en manœuvres, 2005.
- Vox Humana. Poésie, musique, individuation, essai, Presses universitaires de Provence, 2006.
- Ironies entre dualité et duplicité, collectif, Presses universitaires de Provence, 2007.
- La Règle du jeu, essai, éd. Fiorini, 2007.
- Le Meurtre d'Apollon, éditions du Rocher, roman, coll. « Le Rouge et le noir », 2008.
- Poèmes d'Yves Bonnefoy, commentaires de poèmes, Gallimard, coll. « Foliothèque », 2010.
- La Musique : anthologie littéraire et philosophique, essai, Buchet/Chastel, 2011[5].

### Éditions d'œuvres
- Leconte de Lisle, Œuvres complètes. Tome I : poèmes antiques, éditions Classique Garnier, 2011.